# Carasso

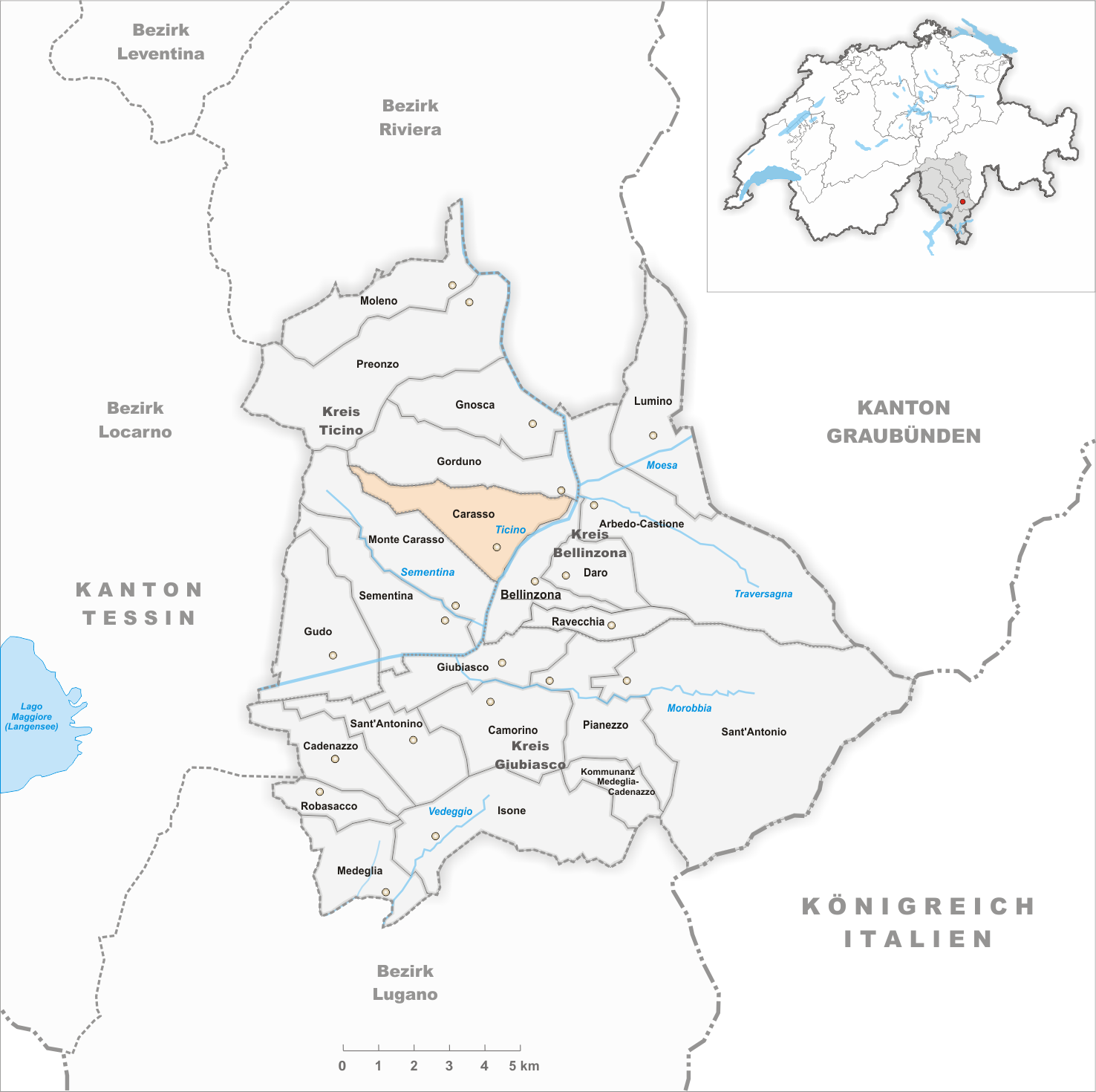
Gemeindestand vor der Fusion am 1. Januar 1907

Carasso bildet zusammen mit Galbisio eine Fraktion der politischen Gemeinde Bellinzona im Schweizer Kanton Tessin.

## Geographie
Das Dorf liegt hauptsächlich am rechten Ufer des Flusses Tessin, drei Kilometer nördlich des Zentrums von Bellinzona. Am linken Tessinufer liegt das Viertel Prato-Carasso. 

## Geschichte
Das Dorf wurde erstmals 1207 als Calaxio erwähnt. 1882 entdeckte man einen Jupiter und Merkur geweihten römischen Altarstein, 1968/1969 Überreste jungsteinzeitlicher Wohnhäuser. Auch eine Grabstätte aus der Eisenzeit sowie spätrömische Gräber sind bekannt.
1291 bildete Carasso eine Nachbarschaft (vicinia) und hatte einen Podestà in der Person von Pietro Rusca. Im 13. und 14. Jahrhundert gehörte Carasso der Familie Rusconi.
1907 schloss sich die bis dahin selbständige Gemeinde Carasso dem benachbarten Bellinzona an. Carasso bildet aber nach wie vor eine eigenständige Bürgergemeinde.

## Bevölkerung
| Bevölkerungsentwicklung | Bevölkerungsentwicklung | Bevölkerungsentwicklung | Bevölkerungsentwicklung | Bevölkerungsentwicklung | Bevölkerungsentwicklung | Bevölkerungsentwicklung | Bevölkerungsentwicklung | Bevölkerungsentwicklung | Bevölkerungsentwicklung | Bevölkerungsentwicklung | Bevölkerungsentwicklung | Bevölkerungsentwicklung | Bevölkerungsentwicklung | Bevölkerungsentwicklung |
| ----------------------- | ----------------------- | ----------------------- | ----------------------- | ----------------------- | ----------------------- | ----------------------- | ----------------------- | ----------------------- | ----------------------- | ----------------------- | ----------------------- | ----------------------- | ----------------------- | ----------------------- |
| Jahr                    | 1591                    | 1600                    | 1683                    | 1719                    | 1769                    | 1799                    | 1801                    | 1808                    | 1824                    | 1836                    | 1850                    | 1860                    | 1870                    | 1900                    |
| Einwohner               | 270                     | 200                     | 169                     | 190                     | 234                     | 236                     | 212                     | 275                     | 288                     | 336                     | 408                     | 411                     | 500                     | 845                     |

## Sehenswürdigkeiten
- Pfarrkirche Sant’Andrea, erbaut in der ersten Mitte des 17. Jahrhunderts, barockisierter Bau (restauriert 1983 und 2004) mit verschiedenen künstlerischen Arbeiten des Bildhauers Ivo Soldini (Altar, Taufbecken)[7]; Kuhn-Orgel von 1984 (aufgenommen u. a. durch Guy Bovet und Gaston Litaize[8])[9]
- Bürgergemeindehaus in der Via Galbisio Nr. 23, erbaut 1968/1970 nach Plänen von Luigi Snozzi und Livio Vacchini[7]

## Sport
- Giovani Calciatori Carassesi[10]